# Rue Maurice-Bouchor (Paris)
Pour les articles homonymes, voir Rue Maurice-Bouchor.
La rue Maurice-Bouchor est une voie du 14e arrondissement de Paris, en France.

## Situation et accès
La rue Maurice-Bouchor est une voie publique située dans le 14e arrondissement de Paris. Elle débute rue Prévost-Paradol et se termine au 4, avenue de la Porte-Didot.

## Origine du nom

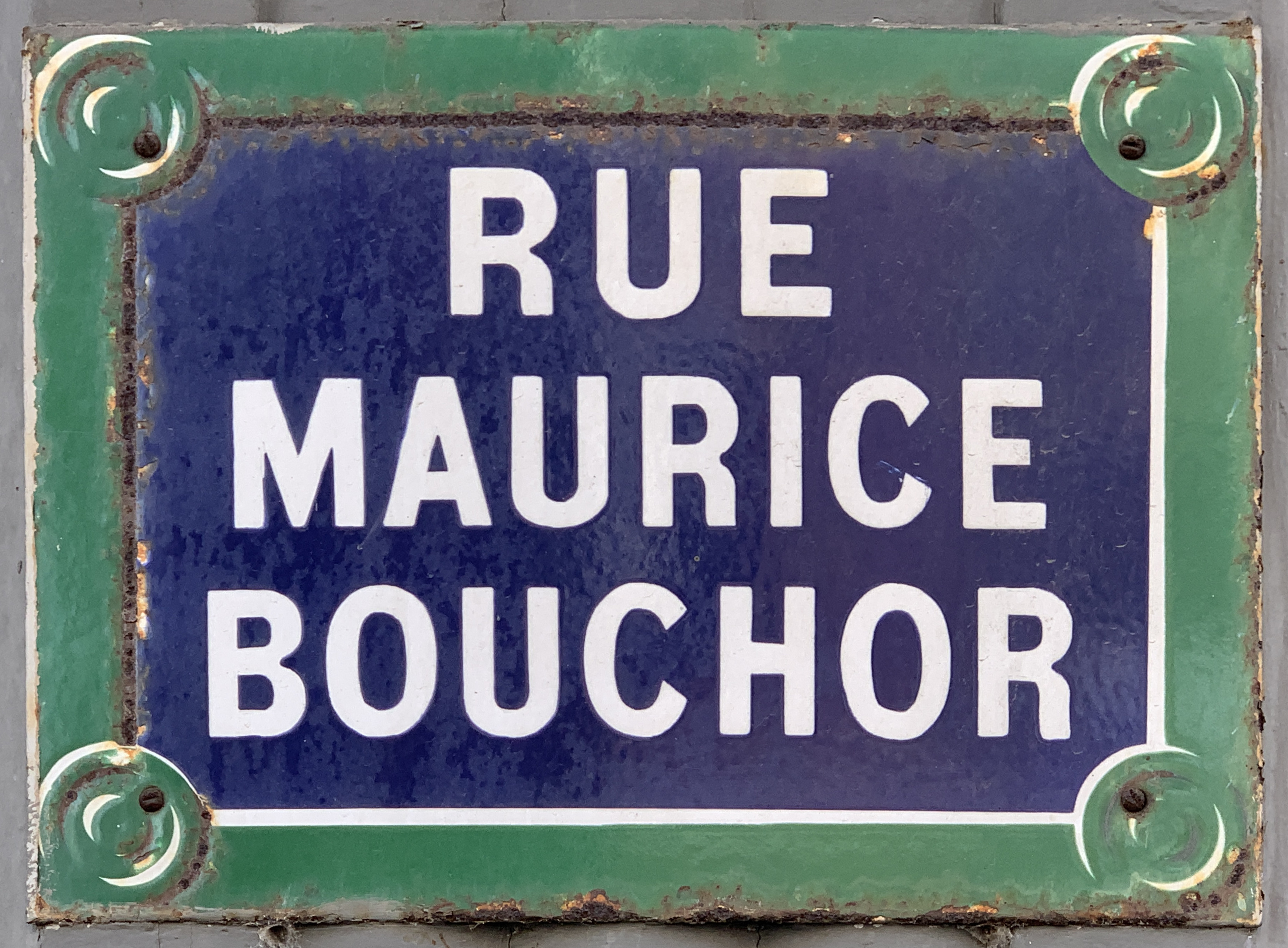
Plaque de la rue.

Elle porte le nom du poète et chansonnier, Maurice Bouchor (1855-1929).

## Historique
La voie a été ouverte et a pris sa dénomination actuelle en 1929 sur l'emplacement des bastions nos 76 et 77 de l'enceinte de Thiers.